# 프리즈 (건축)

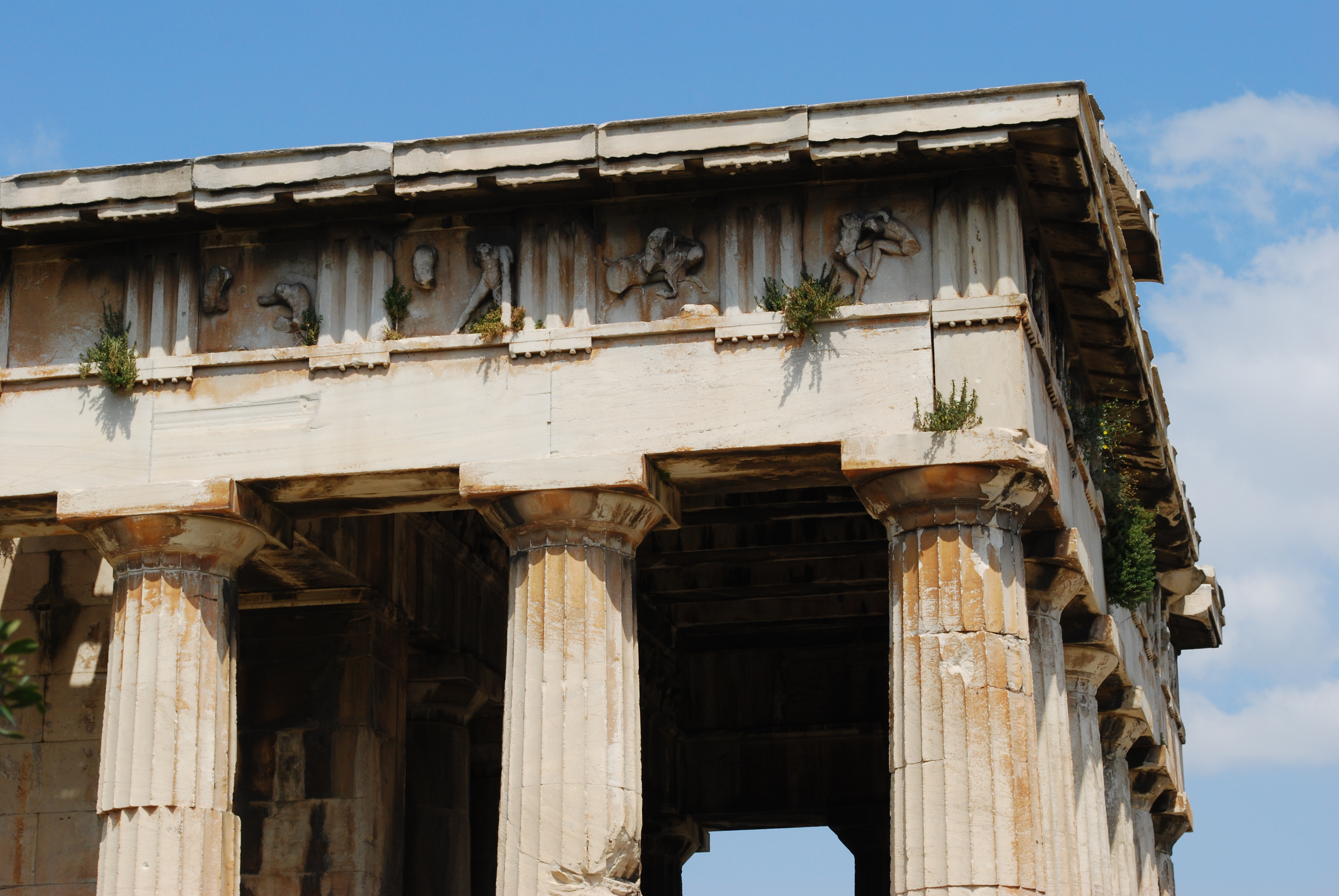
아테네의 헤파이스토스 신전의 도리스 식 프리즈(기원전 449~415년).

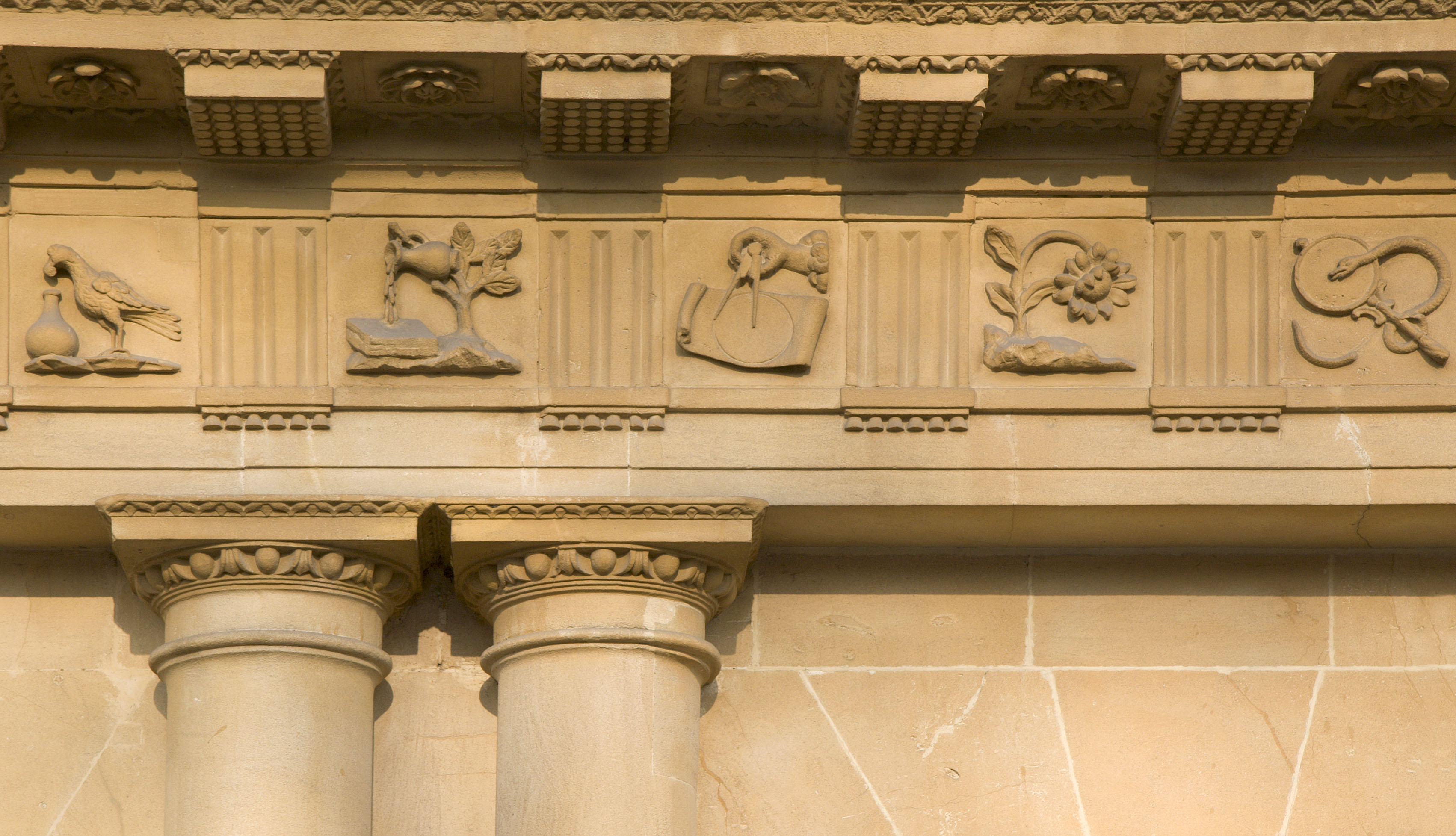
건축가 존 우드가 1754년에 만든 영국 서머싯주 바스에 위치한 건축물인 서커스, 트리글리프와 장식된 메토프가 번갈아 나타나는 프리즈가 눈에 띈다.

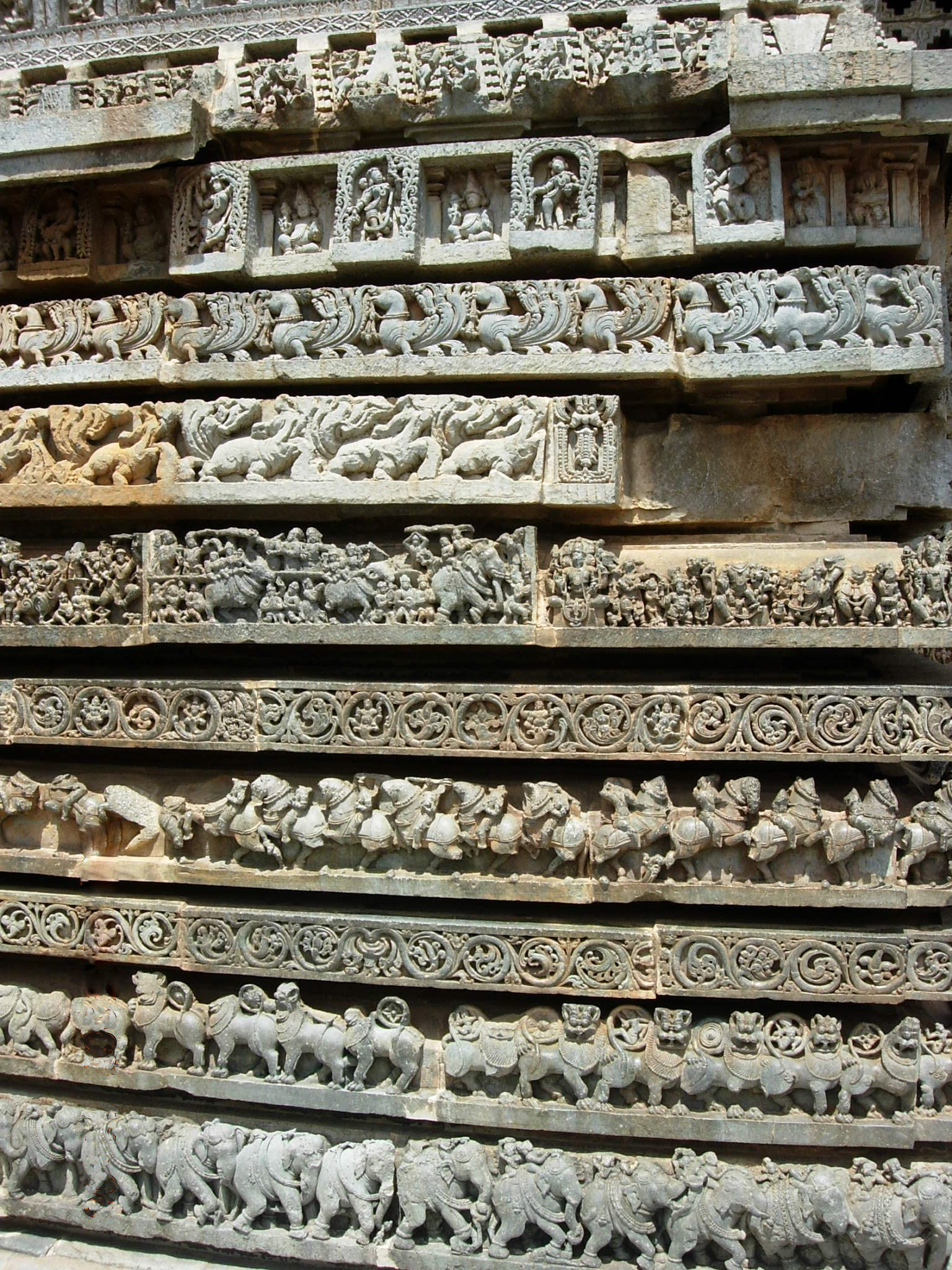
인도 호이살레스와라 사원 토대에 동물을 새겨 신화적 에피소드를 묘사한 프리즈

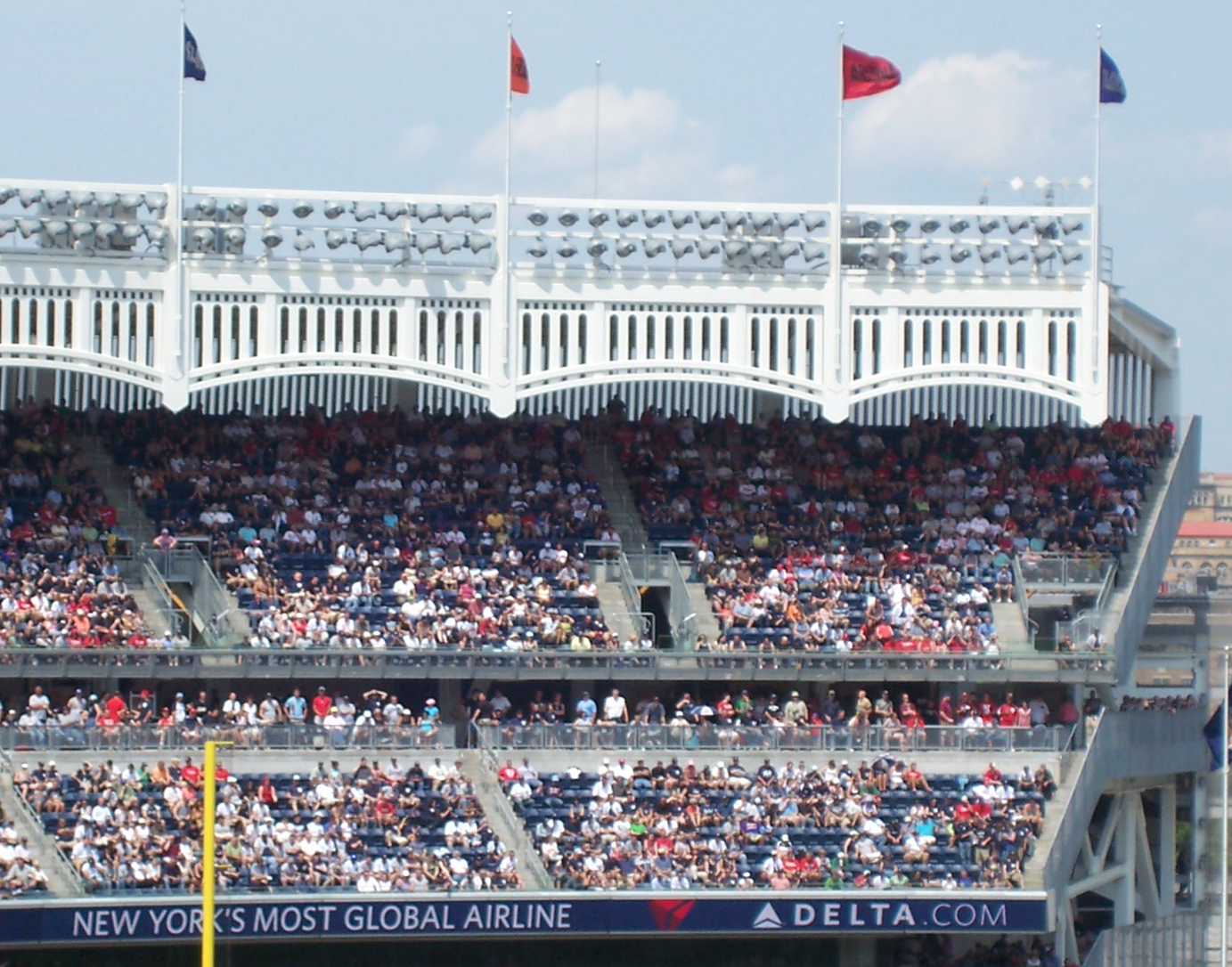
양키 스타디움 지붕의 프리즈

프리즈(Frieze)는 고전주의 건축에서 건축물의 외면이나 내면에 그림이나 조각으로 장식된 연속적인 띠 모양의 부분을 말한다. 일반적으로 프리즈는 엔타블러처의 넓은 중앙 부분이며, 이오니아 양식이나 도리스 양식으로 단순한 형태일 수도 있고 옅은 부조로 장식될 수도 있다. 원형 부조인 파테라는 일반적으로 프리즈를 장식하는 데에도 사용된다. 기둥이나 벽기둥이 표현되지 않은 경우에도, 무주식(無柱式) 기둥인 에스타일러에서는 아키트레이브(주요 들보) 위에 놓여있으며 코니스(처마 장식)의 몰딩으로 덮여 있다. 프리즈는 많은 그리스 및 로마 건축물에서 찾아볼 수 있으며, 파르테논 신전 프리즈가 가장 유명하고 가장 정교한 것으로 알려져 있다.
실내에서 쓰이는 프리즈는 일반적으로 방의 액자 레일(Picture rail) 위와 크라운 몰딩이나 처마 장식 아래의 벽 부분을 말한다. 더 나아가 프리즈는 일반적으로 눈높이보다 높은 위치에 그려지거나 조각되는, 또는 서도로 장식된 긴 부분을 말한다. 프리즈 장식은 일련의 개별 패널로 장면을 묘사할 수 있다. 프리즈는 회반죽 공법, 조각된 나무 또는 기타 장식 재료로 만들어진다.

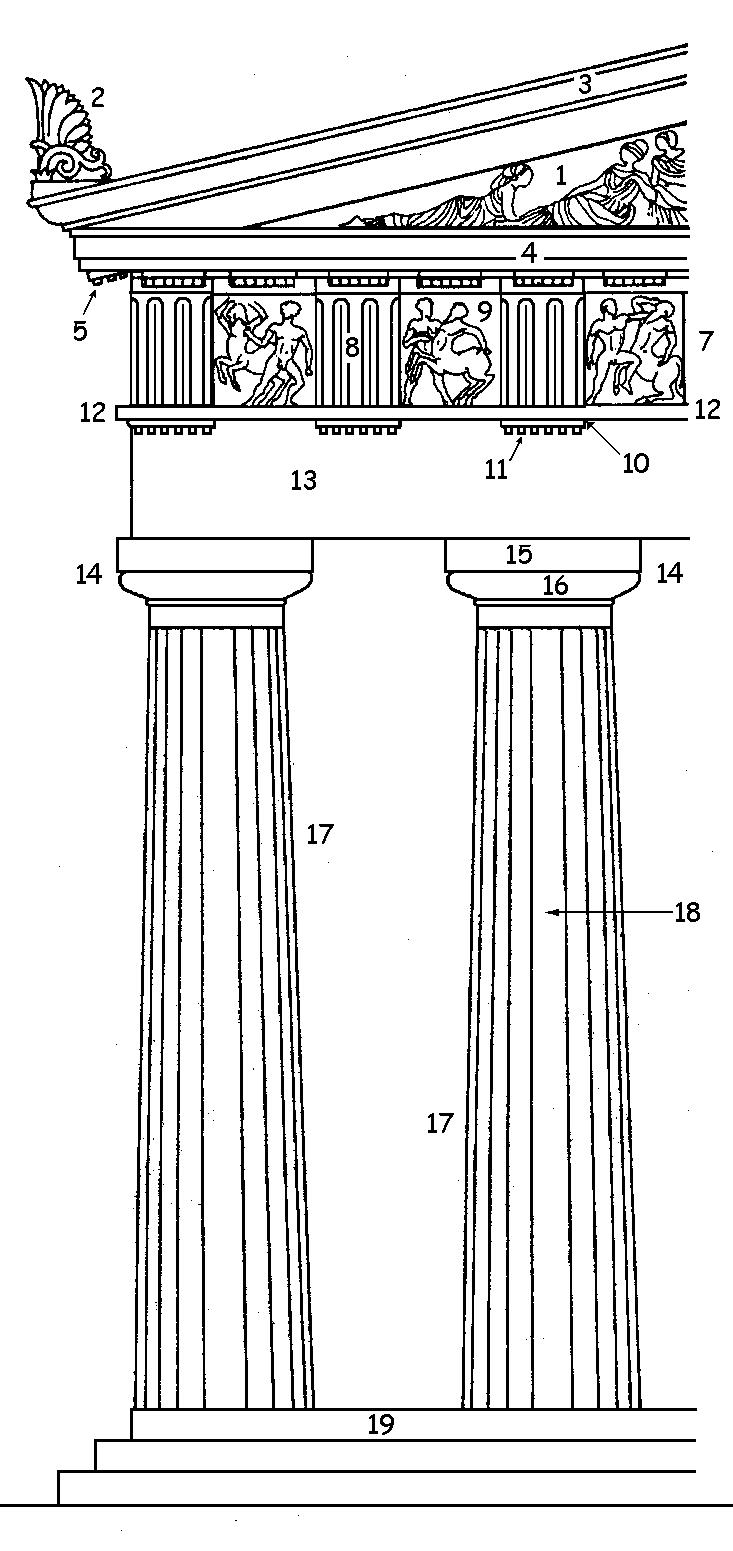
도리스 양식의 고대 그리스 신전의 부분:
1. 팀파눔, 2. 아크로테리온, 3. 시마 4. 코니스 5. 무튤 7. 프리즈 8. 트리글리프 9. 메토프
10. 레굴라 11. 가터 12. 테니아 13. 아키트레이브 14. 주두 15. 아바쿠스 16. 에키누스 17. 기둥 18. 플루팅 19. 스타일로베이트

더 느슨하게는 '프리즈'는 조형적 또는 장식적 모티브가 포함된 벽의 연속적인 수평 장식 스트립(Strip)에 사용되기도 한다. 건물 정면의 건축적 프리즈의 한 예로, 아테네의 로마 아고라에 있는 팔각형 모양의 바람의 탑에는 여덟 개의 바람을 형상화한 부조 조각이 새겨져 있다.
풀비네이티드 프리즈(pulvinated frieze) 또는 풀비노(pulvino)는 단면이 볼록한(Convex) 프리즈이다. 이러한 프리즈는 17세기 북부 매너리즘의 특징이었으며, 특히 보조 프리즈의 경우 실내 건축과 가구에 많이 사용되었다.
프리즈의 개념은 프리즈 패턴의 수학적 구성으로 일반화되었다.

## 그리스 프리즈

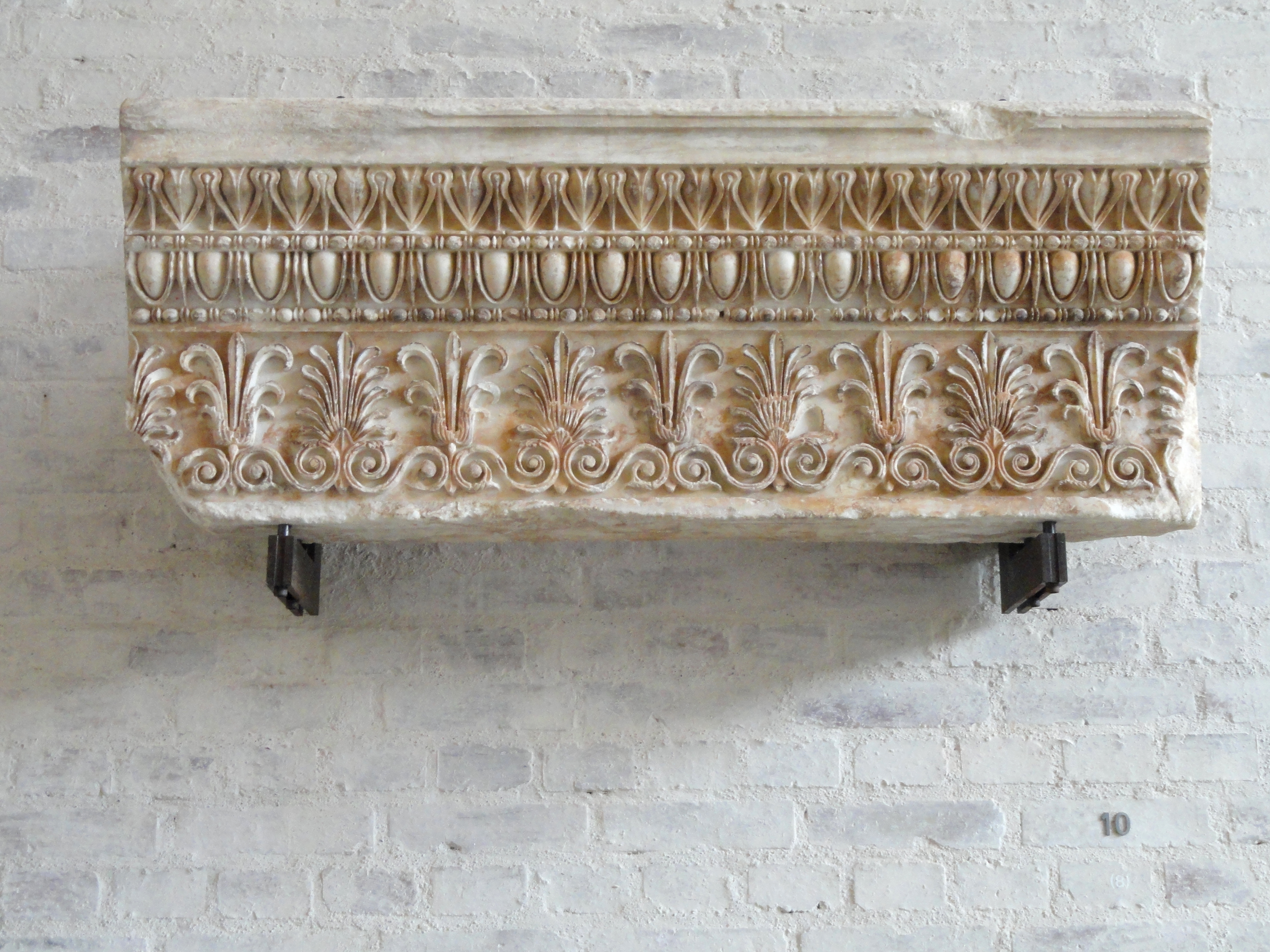
에레크테이온(아테네)의 이오니아 식 프리즈, 기원전 421-406년
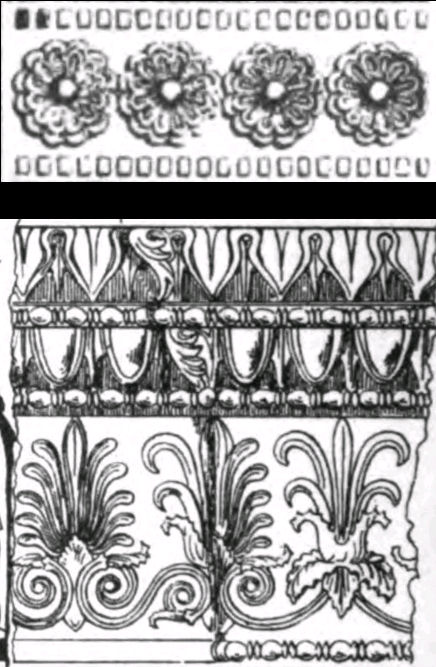
위: 티린스의 Kyanos 프리즈. 아래: 에레크테이온(아테네)의 프리즈, 기원전 4세기
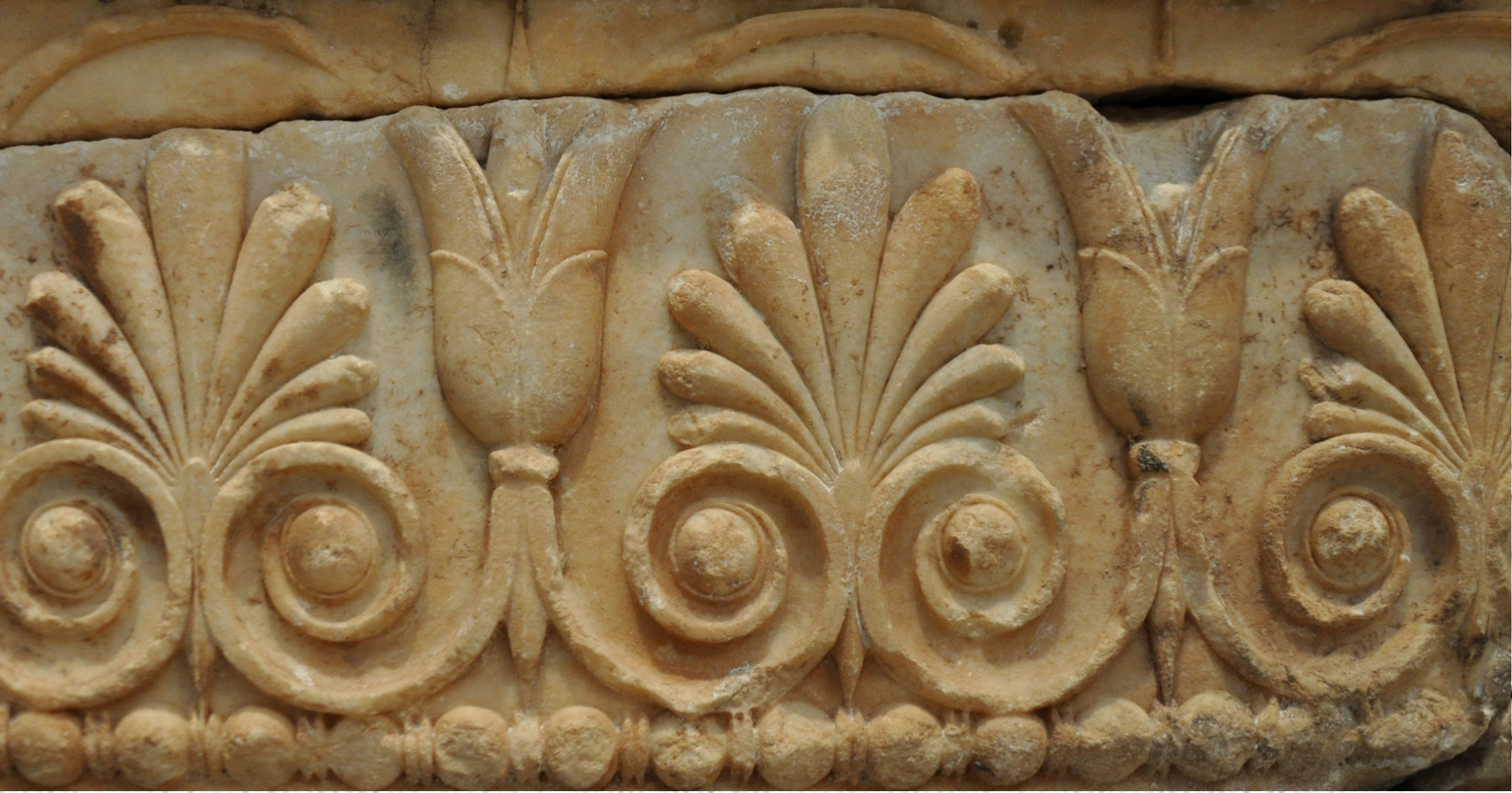
여러 개의 꽃받침이 있는 연꽃을 결합한 델포이의 프리즈

## 아케메네스 프리즈

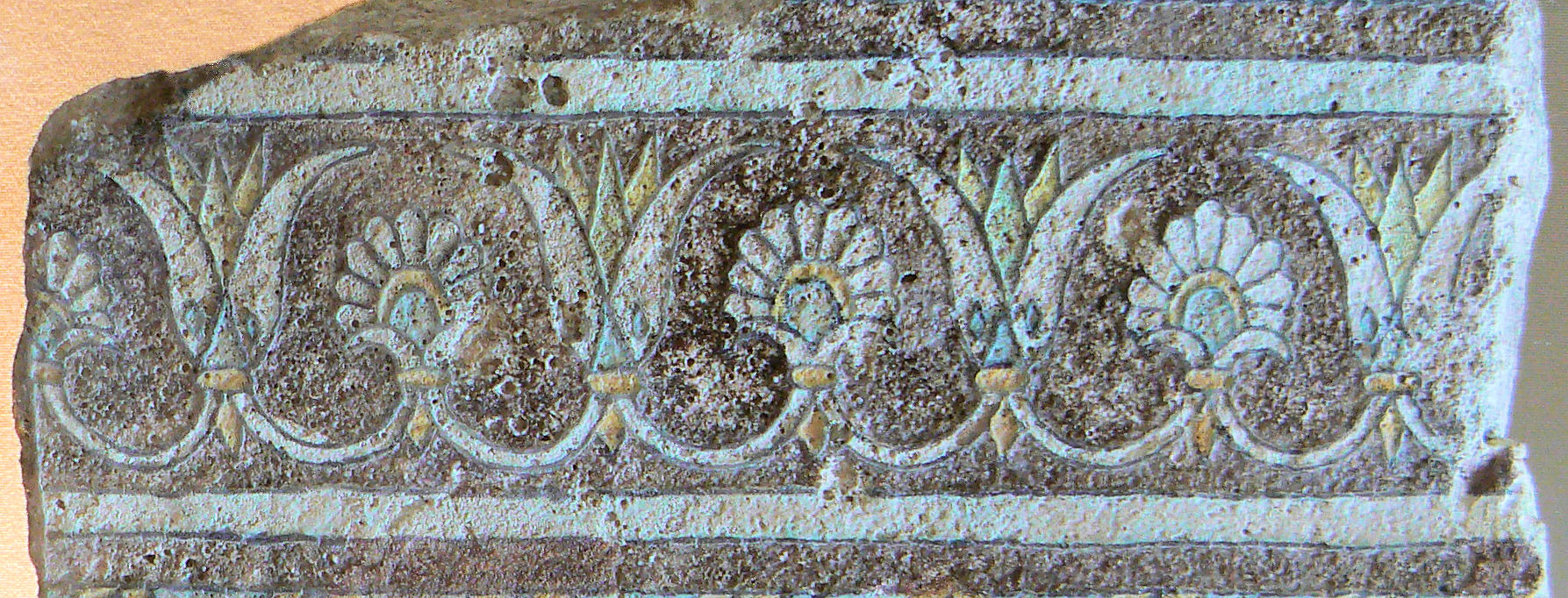
연꽃과 종려잎을 소용돌이 무늬로 새긴 아케메네스 왕조의 프리즈
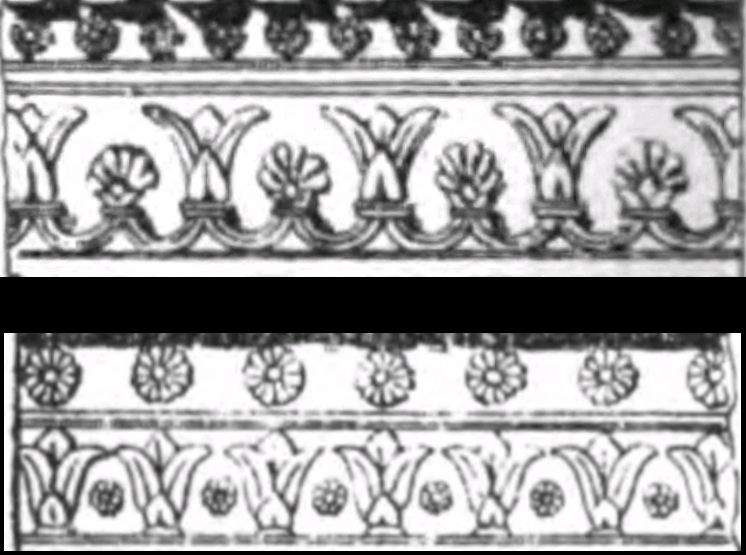
페르세폴리스의 아케메네스 프리즈 디자인.

## 인도 프리즈

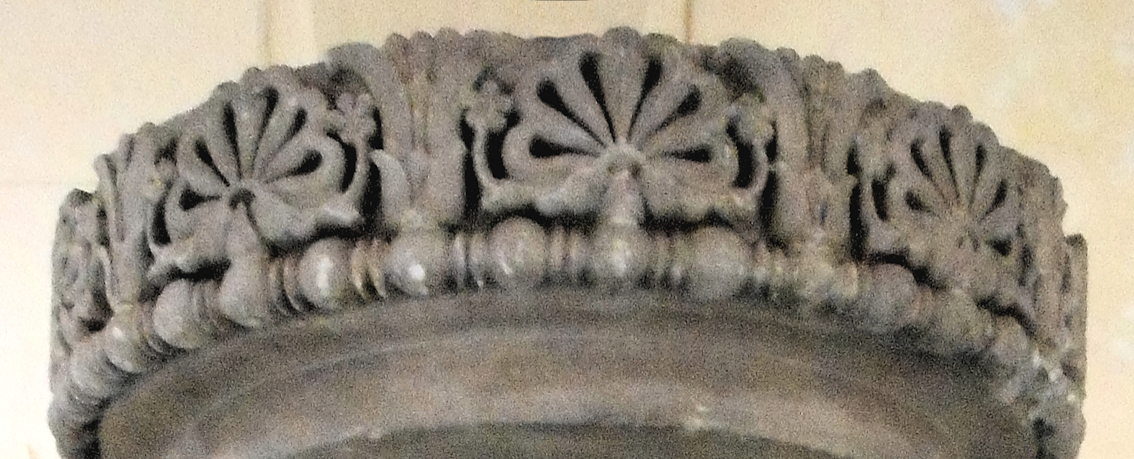
기원전 3세기, 알라하바드 기둥의 잃어버린 주두의 프리즈, 작은 장미꽃 장식으로 둘러싸인 불꽃 팔메트 모양의 두 개의 연꽃 장식이 새겨져 있다.
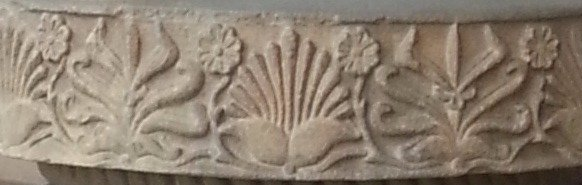
기원전 3세기, 람뿌르와 황소 주두(Rampurva capitals)의 프리즈 및 아바쿠스 부분의 세부 묘사, 작은 장미꽃 장식으로 둘러싸인 불꽃 팔메트 모양의 두 개의 연꽃 장식이 새겨져 있다.
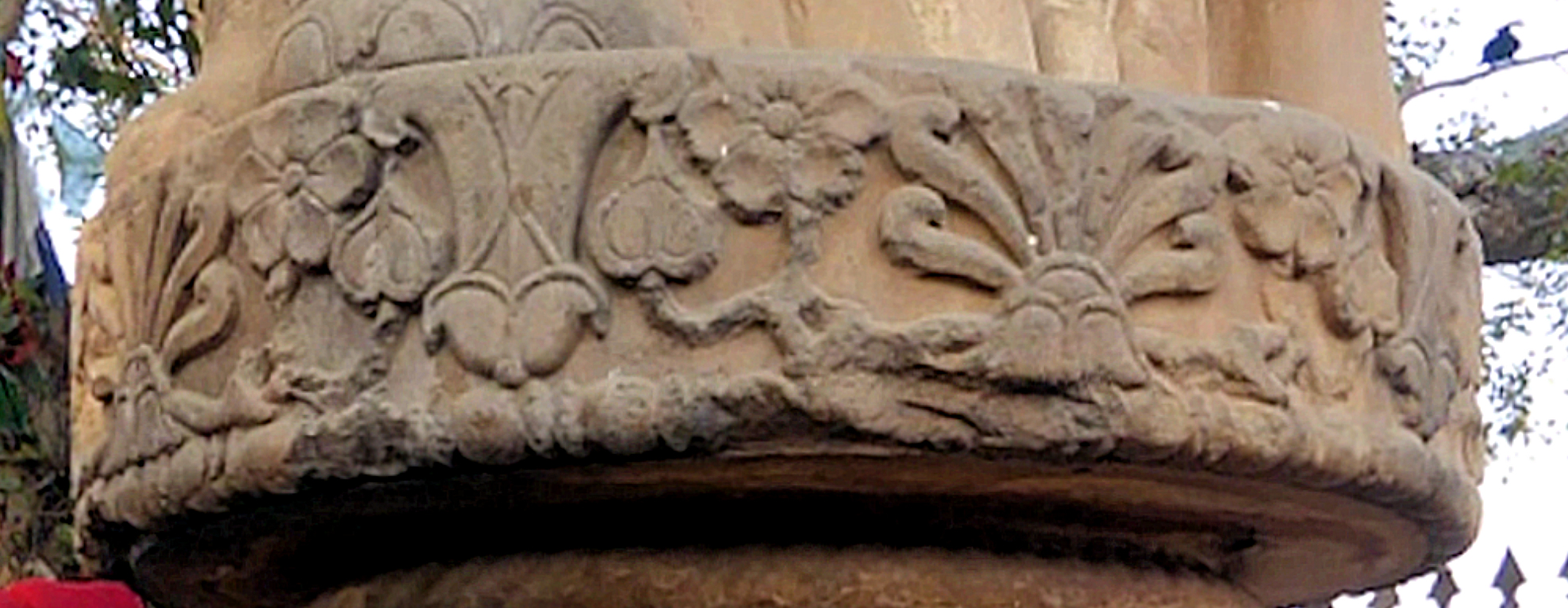
기원전 3세기, 산카샤 코끼리 주두의 프리즈 및 아바쿠스